# Kościół św. Michała Archanioła we Wrocławiu-Muchoborze Wielkim
Kościół pw. Świętego Michała Archanioła we Wrocławiu – rzymskokatolicki kościół parafialny należący do Parafii św. Michała Archanioła, w  dekanacie Wrocław zachód I (Kozanów). Znajduje się na osiedlu Muchobór Wielki.

## Historia
Świątynia była wzmiankowana w 1347 roku, dzisiejsza w części prezbiterialnej została wybudowana około 1400 roku, rozbudowana około 1500 roku.  

## Architektura i wyposażenie
Jest to budowla murowana wzniesiona z cegły z dodatkiem piaskowca, jej prezbiterium zakończone trójbocznie i nakryte jest sklepieniem sieciowym. 
Nawa została wzniesiona na planie kwadratu i nakryta jest sklepieniem krzyżowym podpartym smukłym, spiralnie skręconym filarem kamiennym. W latach 1912–1916 nawa została rozbudowana w kierunku południowym, pod względem architektonicznym nawiązując do pierwotnego założenia. Na ścianie nawy pierwotnej są zachowane fragmenty fresków z postaciami świętych wykonane około 1470 roku, na sklepieniu prezbiterium są umieszczone renesansowe freski wykonane w 1605 roku z Koronacją Matki Boskiej. 
We wnętrzu znajduje się późnogotycki rzeźbiony tryptyk z Madonną wykonany około 1480 roku, oraz kilka pojedynczych rzeźb gotyckich z XV wieku.